# التهاب المثلث
التهاب المثلث هو حالة التهاب في مثلث المثانة في المثانة. وهو أكثر شيوعًا عند النساء.
سبب التهاب المثلث غير معروف، ولا يوجد علاج قوي. تستخدم الكهرباء في بعض الأحيان، ولكنها غير موثوقة بشكل عام كعلاج، وعادةً لا تؤدي إلى نتائج سريعة. العديد من الأدوية، مثل مرخيات العضلات، والمضادات الحيوية، والمطهرات مثل التبول، لها نتائج متنوعة وغير موثوقة. تشمل أشكال العلاج الأخرى استئصال الإحليل، والجراحة البردية، والتحفيز العصبي.

## روابط خارجية
- Medscape Link